# David Swanzey
David Swanzey (1854 - 9 avril 1938) est une personnalité américaine des XIXe et XXe siècles. Pionnier de l'Ouest américain, il fut le mari de Carrie Ingalls et le beau-frère de Laura Ingalls Wilder.
Il dénomma le célèbre Mont Rushmore (d'après le nom d'un homme qu'il connaissait), montagne sacrée amérindienne sur laquelle sont sculptés les visages de George Washington, Thomas Jefferson, Theodore Roosevelt et Abraham Lincoln.
Il épousa Carrie Ingalls le 1er août 1912.